# 回憶中的瑪妮 (小說)
《回憶中的瑪妮》（英語：When Marnie Was There）是由英國女性作家瓊安·G·羅賓森在1967年發表的兒童文學類型小說。

## 劇情概要
安娜(Anna)和一般同年齡的孩子不同，她並不特別喜歡到處玩樂，也並不特別需要朋友，她喜歡一個人靜靜地、什麼也不想，只是坐著或躺著，但對其他人而言，她這樣並不「正常」。某日為了讓健康欠佳的安娜調養身體。來到新環境的安娜有一天在一棟舊房子内見到一名自稱是瑪妮（Marnie）的神秘少女，隨後安娜每日私下常去見瑪妮，成為親密朋友，而安娜與瑪妮之間的來往也成為安娜周遭的人所不知的祕密。
之後在刮強風大雨的某一天，安娜與瑪妮在一棟廢棄的風車時，瑪妮突然不知為何離開了安娜不見蹤影。安娜事後雖對瑪妮在風車裡自行不告而別一事感到憤怒，但仍與瑪妮達成和解，然後瑪妮突然在安娜眼前消失。

## 作品背景
此故事來源是瓊安·G·羅賓森在諾福克郡北邊沿海的民政教區伯納姆·奥弗里裡，在一棟穀倉樓上看見窗內有人正對一名金髮女孩梳頭的場景而引發靈感。而瓊安·G·羅賓森自身的小時經歷也反應改編在故事主角安娜身上。
起初作品是計畫命名為《瑪妮》（Marnie），但完稿時恰巧與電影導演亞佛烈德·希區考克同期間上映的影片《豔賊》（原文同為「Marnie」）撞名而做了更改。

## 反响
作品於英國首次出版時，有達到25萬本以上的銷售成績，之後亦被卡內基獎章列入為1967年期間的提名優秀作品之一。多年後日本動畫導演宮崎駿在2011年的個人著作《走向閱讀》裡將《回憶中的瑪妮》納為值得向大眾推薦的50份文學作品名單中。

## 採用與改編
英國BBC電視台兒童節目《Jackanory》在1971年11月8日至12日期間的集數裡，有邀請影星安·貝爾（Ann Bell）在節目中擔任此故事作品的朗讀者。
而日本動畫室吉卜力工作室則由旗下的動畫師米林宏昌擔任導演，將《回憶中的瑪妮》改編為同名電影動畫於2014年夏季上映。